# Laguna Limpia
Laguna Limpia är en ort i Argentina.   Den ligger i provinsen Chaco, i den norra delen av landet, 900 km norr om huvudstaden Buenos Aires. Laguna Limpia ligger 86 meter över havet och antalet invånare är 1 594.
Terrängen runt Laguna Limpia är mycket platt. Runt Laguna Limpia är det glesbefolkat, med 8 invånare per kvadratkilometer.. Närmaste större samhälle är Las Garcitas, 15,3 km sydväst om Laguna Limpia.
I omgivningarna runt Laguna Limpia växer i huvudsak lövfällande lövskog.